# Thomas Hernadi
Thomas Hernadi (* 13. August 1963 in München) ist ein Deutscher Drehbuchautor. Thomas Hernadi lebt in München.

## Leben
Thomas Hernadi machte in den Jahren 1980–1982 eine Banklehre bei der Sparkasse. Ab 1987 studierte er in Oxford, Paris und Berlin an der Europäischen Wirtschaftshochschule und schloss diese 1990 mit dem Abschluss EAP, der heutigen ESCP Europe (Dipl. Kfm. - EMM - Diplomé Grande Ecole) ab. Ab dem Jahr 1988 sammelte er erste Erfahrungen im Filmgeschäft und arbeitete im Filmvertrieb der Cannon Films und als Freier Journalist in Deutschland und Frankreich. 1990  arbeitete er bei der Air France und war dort im Streckenmanagement tätig. in den Jahren 1991–1995 sammelte er Erfahrungen im Medienmanagement und Lizenzhandel  und war auf internationalen Film und TV -Messen tätig. Thomas Hernadi war in den Jahren 1992–1994 auch als Producer  für internationale Co-Produktionen tätig. Seit 1992 arbeitet er als Autor, zunächst in den Bereichen Dokumentarfilm und TV-Magazine, seit 1995  als Freier Drehbuchautor, seit 1997 auch als Lektor und Dramaturg in den Bereichen Kurzfilm und Debüt sowie dem Teleclub für den Bayerischen Rundfunk.
1995 besuchte er die Master School Drehbuch und schloss 2004 ein Fernstudium in Philosophie, Neuere deutsche und europäische Literaturwissenschaft  der Universität Hagen ab. Hernadi hat einige Fachartikel zu Filmthemen  geschrieben und veröffentlicht, außerdem entwickelte er eine Drehbuchvorlage für Microsoft Word, die er auf seiner Internetseite vertreibt. Zudem arbeitete er als Regisseur im Image-, Dokumentar- und Industriefilmbereich.
2013/14 war Thomas Hernadi Mitglied der Jury und Tutor beim Nürnberger Autorenstipendium Drehbuch.

## Werke

### Drehbücher (Auswahl)
- Au pair (1994, Co-Autor)
- Hinter Mauern (1996)
- Machtlos (1997)
- Ausgeliefert (1997)
- Holiday Affair (1998)
- Tod an Bord (1998/1999)
- Force Majeure (1999, Co-Autor)
- Jetzt bin ich dran, Liebling (2000, rewrite Drehbuch)
- Der Putsch (1999/2001)
- Das Traumschiff (2001–2003, 3  Folgen: Der Tresor, Abgekartetes Spiel, Aus Forschung und Liebe)
- Spiel des Schicksals (2001)
- Sterne über Madeira (2002, Co-Autor)
- Zurück zum Glück (2003)
- Sabine (2004, Folge 14)
- Eine Liebe am Gardasee (sieben Folgen) (2005)
- Unter weißen Segeln – Frühlingsgefühle (2006)
- Eine Liebe im Zeichen des Drachen (2006)
- Rosamunde Pilcher (3 Folgen: Sommer der Liebe (2006–2007, Co-Autor), Aus Liebe und Leidenschaft, Indian Summer - Wo die Liebe begann)
- Das Traumhotel – Dubai – Abu Dhabi (2007)
- Eine Liebe in der Stadt des Löwen (2008)
- Glück auf Brasilianisch (2009)
- Der Landarzt - Lebenslügen (2009, Co-Autor)
- Die Stein (Folgen 20 und 24)(2010)
- Mein Herz in Malaysia (2010)
- Elli gibt den Löffel ab (2011)
- Mutti steigt aus (2013)
- Rosamunde Pilcher (Argentinischer Tango, 2015, Co-Autor)

### Regie (Auswahl)
- Investieren in Malaysia (Imagefilm) (1990)
- The Awakening of the Phoenix (1995, Dokumentarfilm)
- Düfte des Lebens (Produktion, Buch, Schnitt, Regie, Dokumentarfilm aus der Reihe "Kunst des Heilens - Kunst des Lebens", 1995-96 ARD)
- Ayurveda - die Wissenschaft vom Leben (Produktion, Buch, Schnitt, Regie, Dokumentarfilm aus der Reihe "Kunst des Heilens - Kunst des Lebens", 1995-96 ARD)

### Belletristik
- Meine kleine Lesewelt. Ballettgeschichten (2007)